# Oyten
Oyten (plattdeutsch Eiten) ist eine kreisangehörige Einheitsgemeinde im Landkreis Verden, Niedersachsen. Sie ist nach dem gleichnamigen ehemaligen Dorf, das heute den Kernortsteil bildet, benannt.

## Geographie

### Lage
Sie befindet sich auf dem Achimer-Oyter-Geestrücken, rechtsseitig der Weser und wird nördlich von der Wümme eingeschlossen.

Die Entfernung zur Nordsee beträgt ca. 60 km Luftlinie und in Streckenform (A27 nach Bremerhaven) ca. 76 km.

### Ortsteile
- Bassen (3.375 Einwohner)
- Bockhorst (1.086 Einwohner)
- Meyerdamm (557 Einwohner)
- Oyten-Nord (2.665 Einwohner)
- Oyten-Süd (5.918 Einwohner)
- Oyterdamm (231 Einwohner)
- Sagehorn (1.828 Einwohner)
- Schaphusen (562 Einwohner)

Der Ausländeranteil liegt bei 6,54 Prozent (Stand: 31. Dezember 2022).

### Nachbargemeinden
Die Gemeinde Oyten grenzt im Westen an die Bremer Stadtteile Osterholz und Mahndorf, im Norden, Osten und Südosten an den Flecken Ottersberg und im Süden an Achim.
Entfernung nach
- Ottersberg 10 km (NO),
- Achim 7 km (S),
- Verden 25 km (SO),
- Bremen 14 km (W).

## Geschichte

### Frühe Spuren
Im Wischbruch, am Uferrand der früheren Eyter, wurden beim Hof Meier Urnen gefunden. Hier lag zwischen der Lindenstraße und den Niederungen ein Urnenfriedhof aus der vorrömischen Eisenzeit um 700 v. Chr. bis Chr. Geburt. An der Hauptstraße steht heute noch ein Teil der Zehntscheune als Anbau beim Reisebüro Rennekamp. Bis ins 19. Jahrhundert mussten die Bauern hier seit dem Mittelalter ihren zehnten Teil des Ernteertrags an den Lehnsherren abgeben.
Am heutigen Busbahnhof steht die im 18. Jahrhundert erwähnte älteste Brinksitzerstelle Oytens. Daneben stand bis 1984 das alte Rathaus, das dem Straßenbau der alten Bundesstraße 75 weichen musste. Die älteste Gastwirtschaft Oytens Zum Alten Dorfkrug war früher eine Kötnerstelle, die Anfang des 17. Jahrhunderts die Schankerlaubnis erhielt. Eine frühere Scheune diente als Ausspann für die Pferdekutschen. Gastwirte waren unter anderem Clauß Jäger, Albert Meinken, Hermann Schwarmann und Lina
Schwalkewitz („Tante Lina“).

### 19. Jahrhundert
Zur Bremer Franzosenzeit gehörte Oyten von 1811 bis 1814 zum Departement der Wesermündungen. Im Distrikt Bremen lag der Kanton Achim mit den Orten um Oyten wie Tüchten (50 Einwohner), Hoffstall (25), Heinsberg (12), Großen-Hollen (32), Kleinen-Hollen (6), Schaphusen (67), Zum Vieh (46), Bickbeerenheide (6), Carlshop (30), Brammer (8), Mühlendor (13), Nadahe (4), Baßen (352), Oyten (358), Oyterwümme (6), Oytermoor (3), Wischbruch (24), Oytermühle (16), Breitenmoor (104), Oyterzäunen (6), Oyterdamm (81), Sagehorn, Veermoorhusen (130), Meyerdamm (91), Clüverdamm (17) und Bockhorst (130 Einwohner).
Nach dem Wiener Kongress wurde Oyten 1815 Teil des Königreichs Hannover. Ab 1866 gehörte es zur Provinz Hannover im Königreich Preußen.
In der Mitte des 19. Jahrhunderts, Oyten hatte um die 400 Einwohner, standen zwischen heutigen Busbahnhof bis zum Rathaus vier Bauernhöfe, zwei Kötnerstellen, fünf Anbauerstellen, eine Gastwirtschaft und eine Bäckerei. Ein Feldstein hinter dem Busbahnhof mit der Inschrift „J. Hollmann – B. Hollmann geb. Schlobohm – 1871 – No. 40“ erinnert an die alte Schmiedewerkstatt Hollmann. Hier mussten zwei Brinksitzerhäuser einer Sozialstation weichen.
1891 bauten die Geschwister Kruse als Eckhaus einen Krämerladen an der Bremen-Harburger-Chaussee, der bis 1939 geführt wurde. Dann kaufte Hermann Bartelheimer das Kaufhaus.
1895 wurde ein Auslieferungslager der Warengenossenschaft gebaut, das später als Molkerei diente, dann Hollings Walzenmühle war und nach 1945 Königs Mühlenbäckerei wurde.

### 20. Jahrhundert bis 1945
Während der NS-Zeit wurden auch in Oyten Zwangsarbeiter, vorwiegend in der Landwirtschaft, eingesetzt.
Für den Luftschutz im Großraum Bremen wurde zu Kriegsbeginn in Oyten auf der Anhöhe am westlichen Ortseingang eine Flak-Batterie eingerichtet. Die Unterkunftsbaracken befanden sich entlang der heutigen Danziger Straße und wurden nach Kriegsende zunächst von Zivilpersonen weiter genutzt. Nach dem Tod zweier Schüler Anfang der 1980er-Jahre durch die Explosion von Kampfmittelrückständen wurde das Gelände endgültig von Munitionsresten gesäubert und die Munitionsbunker entlang der Verdener- und Königsberger Straße ausgehoben.
Da die wichtige Motorenfertigung von Borgward durch die zunehmenden Luftangriffe auf Bremen gefährdet war, wurde im Winter 1943/44 das Außenwerk Ottersberg gebaut. In der Mehrzahl Kriegsgefangene und Zwangsarbeiter errichteten im Wald von Nadah sechs Hallen in Massiv- bzw. Holzbauweise. Für die Produktion wurde das Personal, ebenfalls größtenteils Zwangs- oder auch „Ostarbeiter“, arbeitstäglich vom Stammwerk Bremen-Sebaldsbrück herangefahren. Den Zwangsarbeitern aus der Sowjetunion wurde eine Baracke errichtet. Das Außenwerk lieferte nach Kriegsende Motoren für die in Sebaldsbrück wieder anlaufende Fertigung der im Nachkriegsdeutschland dringend benötigten 3-Tonner-Lkw vom Typ Borgward B 3000.
Ende April 1945 gab es in verschiedenen Bereichen von Oyten hartnäckige Gefechte. In Sagehorn, auf der Kreisstraße in Höhe Gaststätte Kackebart, wurden Panzersperren gegen die über die Autobahn kommenden und in Richtung Wümme anrückenden britischen Einheiten errichtet.
Die gefallenen deutschen Soldaten, teilweise am Wegesrand verscharrt, wurden Anfang der 1980er-Jahre zu einer neu errichteten Gedenkstätte am Oyter Friedhof umgebettet.

### Nach 1945
Im Rahmen des NATO-Verteidigungsgürtels Niedersachsen wurde 1966 eine Hawk-Flugabwehrraketen-Stellung in Betrieb genommen. Das Gelände der Stellung liegt im Süden der Gemeinde Oyten und teilweise auf dem Gebiet der Stadt Achim. Nach der Wiedervereinigung und Umstrukturierung der Bundeswehr wurde die Raketenstellung 1995 geschlossen und teilweise abgebaut. Zurzeit entsteht auf dem Gelände sowie dem Umland ein Gewerbegebiet „Oyten-A1“.
Der Busbahnhof wurde 1985 angelegt.

### Eingemeindungen
Mit Wirkung vom 1. Januar 1963 schlossen sich die vorher selbstständigen Gemeinden Meyerdamm, Oyten, Oyterdamm und Sagehorn zu einer neuen Gemeinde Oyten zusammen.
Am 1. Juli 1972 wurde die vormals selbstständige Gemeinde Bassen der Einheitsgemeinde Oyten zugeordnet.

## Politik

### Gemeinderat
Der Gemeinderat der Gemeinde Oyten besteht aus 32 Ratsfrauen und Ratsherren. Die 32 Ratsmitglieder werden durch eine Kommunalwahl für jeweils fünf Jahre gewählt. Die letzte Wahl fand am 12. September 2021 statt. Stimmberechtigt im Rat der Gemeinde ist außerdem die hauptamtliche Bürgermeisterin Sandra Röse (CDU).
Die letzte Kommunalwahl vom 12. September 2021 ergab das folgende Ergebnis:
- SPD: 12 Sitze
- CDU: 12 Sitze
- Grüne: 4 Sitze
- AfD: 2 Sitze
- FDP: 2 Sitze

### Bürgermeister
- JJJJ–1864 Johann Heins

- 1864–1883 Johann Ellmers
- 1883–1889 Johann Fehsenfeld
- 1889–1919 Bösche Meyer
- 1919–1924 Johann Heitmann
- 1924–1926 Otto Hahne
- 1926–1931 Claus Sembach
- 1931–1946 Heinrich Blohme
- 1946–1948 Ernst Brockmann
- 1948–1968 Hinrich Lübkemann
- 1968–1972 Cord Rieger
- 1972–1981 Albert Duhn
- 1981–1988 Hans-Dieter Jacobs
- 1988–1996 Kurt Meier
- 1996–2001 Albert Duhn
- 2001–2019 Manfred Cordes (1. hauptamtlicher Bürgermeister)[12]

Derzeitige Bürgermeisterin
Hauptamtliche Bürgermeisterin der Gemeinde Oyten ist Sandra Röse (CDU). Sie trat als Kandidatin bei der Direktwahl am 26. Mai 2019 gegen drei weitere Kandidaten an. In der Stichwahl am 16. Juni 2019 gegen Heiko Oetjen (SPD) wurde sie zur neuen Bürgermeisterin gewählt.

### Wappen
Die Gemeinde Oyten führt seit 1953 das genehmigte, von dem Heraldiker Panier entworfene Wappen.
Blasonierung: „In ‚Rot‘ ein silberner Schräglinksbach, oben begleitet von einem steinzeitlichen goldenen Pflug mit silbernem Schuh, unten von einem silbernen Eichenblatt mit zwei goldenen Eicheln.“

### Partnerschaften
- Seit 2004 besteht eine Partnerschaft mit der Gemeinde Dunapataj in Ungarn. Die Gemeinde Dunapataj hat etwa 3.800 Einwohner und liegt rund 100 Kilometer südlich von Budapest.
- Oyten ist im Kommunalverbund Niedersachsen/Bremen vertreten.

## Kultur und Sehenswürdigkeiten

### Sehenswürdigkeiten

Oyter See

Heimathaus Oyten

- Die evangelische St.-Petri-Kirche in Oyten ist ein Backsteinbau von 1861. Die kreuzförmige Saalkirche hat eine polygonale Apsis und einen Westturm. Durch die Stützen der Emporen ist das Langhaus innen in drei Schiffe geteilt; darüber befindet sich eine Holzdecke. Die alte Farbfassung des Raumes wurde 1986/87 wiederhergestellt; durch gemalte Säulen und Rippen wurde die Apsis gegliedert. Erwähnenswert ist noch das von Carl Vinnen (Düsseldorf) gestaltete Altargemälde von 1880.
- Oyter See, Baggersee mit Naherholungsgebiet, beim Ausbau der A 1 in den 1960er-Jahren entstanden.
- Heimathaus von 1989, Hofstelle mit Fachwerkhaus, Scheune und Backhaus, direkt hinter dem neuen Rathaus im Alten Dorf. Wird vom Heimatverein Oyten betreut.
- Oyter Moor im Norden von Oyten, Torfabbau bis 1950er-Jahre, Biotope mit verschiedenen seltenen Tier- und Pflanzenarten.

### Regelmäßige Veranstaltungen
Seit 2012 findet der Köper Markt statt. Er bietet regionale Produkte. Er fand erstmals unter dem Motto „aus der Region, für die Region“ statt. 

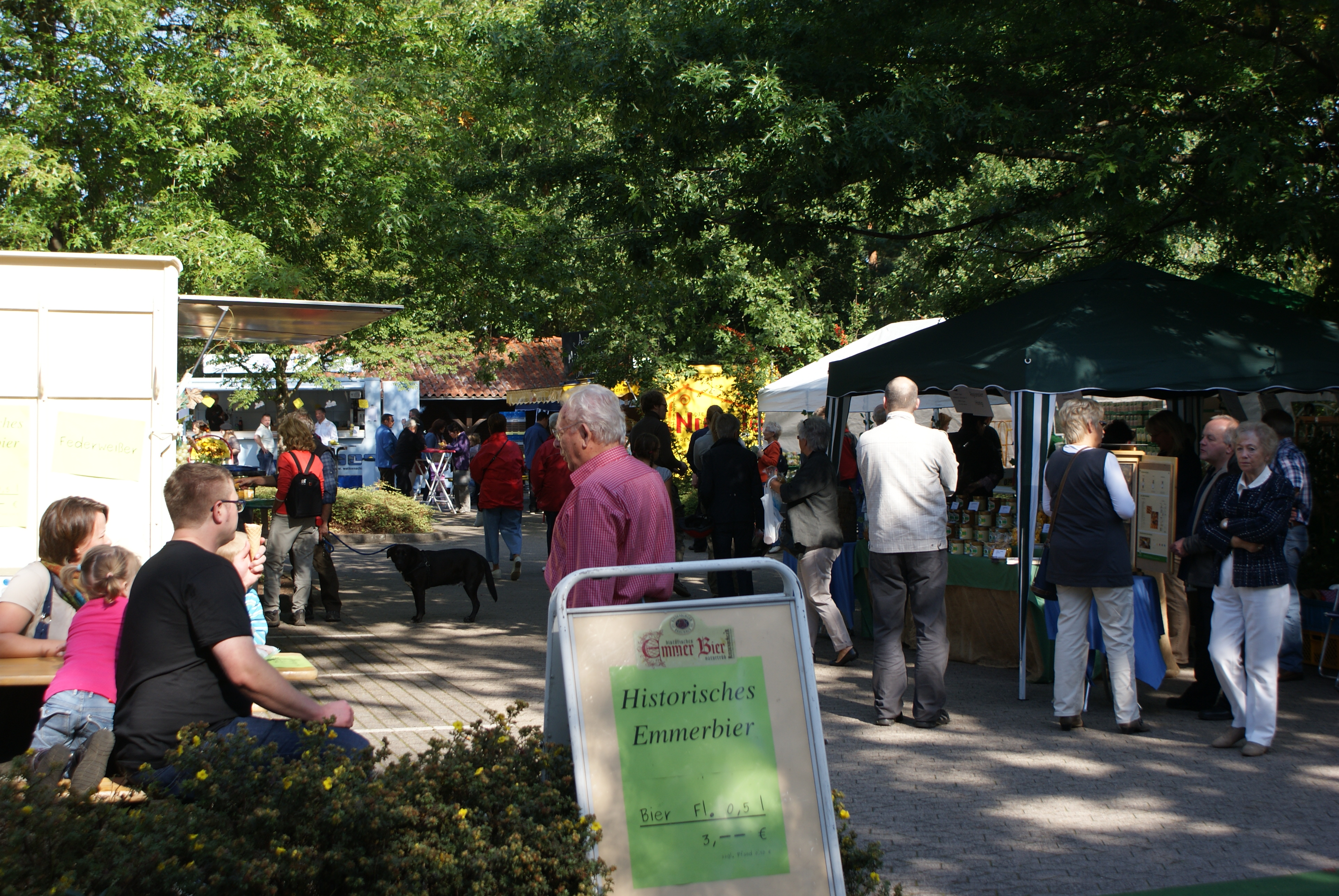
Köper Markt 2012

### Trivia
Für seine wöchentlich erscheinende Cartoon-Kolumne in der Zeitschrift Stern erfand der Autor/Zeichner Tetsche die Cartoonfiguren Kuhno van Oyten sowie Heike van Oyten und machte so den Ortsnamen Oyten weit über die Landesgrenzen hinaus bekannt.

## Wirtschaft, Verkehr, Infrastruktur

### Wirtschaft
Direkt an der Autobahnabfahrt Oyten an der A 1 liegt der Gewerbepark Oyten. Oyten besitzt Geschäftsstellen der Volksbank Oyten im Zentralort, der Volksbank Wümme-Wieste im Ortsteil Bassen und der Kreissparkasse Verden.

### Verkehr

#### Schiene
Der Bahnhof Sagehorn befindet sich drei Kilometer nördlich des Zentrums von Oyten an der Bahnstrecke Wanne-Eickel–Hamburg. Hier halten im Rahmen des Hanse-Netzes verkehrende Züge der Metronom Eisenbahngesellschaft auf der Verbindung Hamburg–Bremen und eine Güterumgehungsbahn zur Umfahrung Bremens nach Dreye zweigt ab. Einzelne Zugverbindungen zwischen Hamburg und Köln lassen so Bremen aus und nutzen diese Güterverkehrsspange mit einer Fahrzeitverkürzung von ca. 20 Minuten.
2015 stimmte der Gemeinderat dem Plangenehmigungsverfahren für einen Stationsneubau zu. Die neue Station entstand weiter westlich im Bereich Schwarzer Weg / Sagehorner Dorfstraße.

#### Straße und ÖPNV
Oyten liegt am Autobahnkreuz Bremer Kreuz (A 1/A 27) sowie an der B 75 bzw. L 168. Die Autobahnabfahrt Oyten an der A 1 erschließt den Ort.
Der Bau der Bundesautobahn A 1 begann 1934 in Oyten. Hier fand auch die Eröffnung dieser Reichsautobahn statt. Das heutige Bremer Kreuz hieß bis zum Ausbau der A 1 Richtung Ruhrgebiet und der A 27 nach Walsrode „Oyter Knie“, die heutige A 1 folgte in einem Nordschwenk der heutigen A 27 in Richtung Blockland.
Oyten ist an das Verkehrsnetz der VBN angebunden; die Linie 730 und die Nachtlinie N 71 fahren regelmäßig nach Bremen und Ottersberg, die Linie 745 nach Achim.

2015 nahm der Bürgerbus Oyten seinen Dienst auf und fährt innergemeindliche Strecken.

### Bildung
- Grundschule Oyten
- Grundschule Sagehorn
- Grundschule Bassen

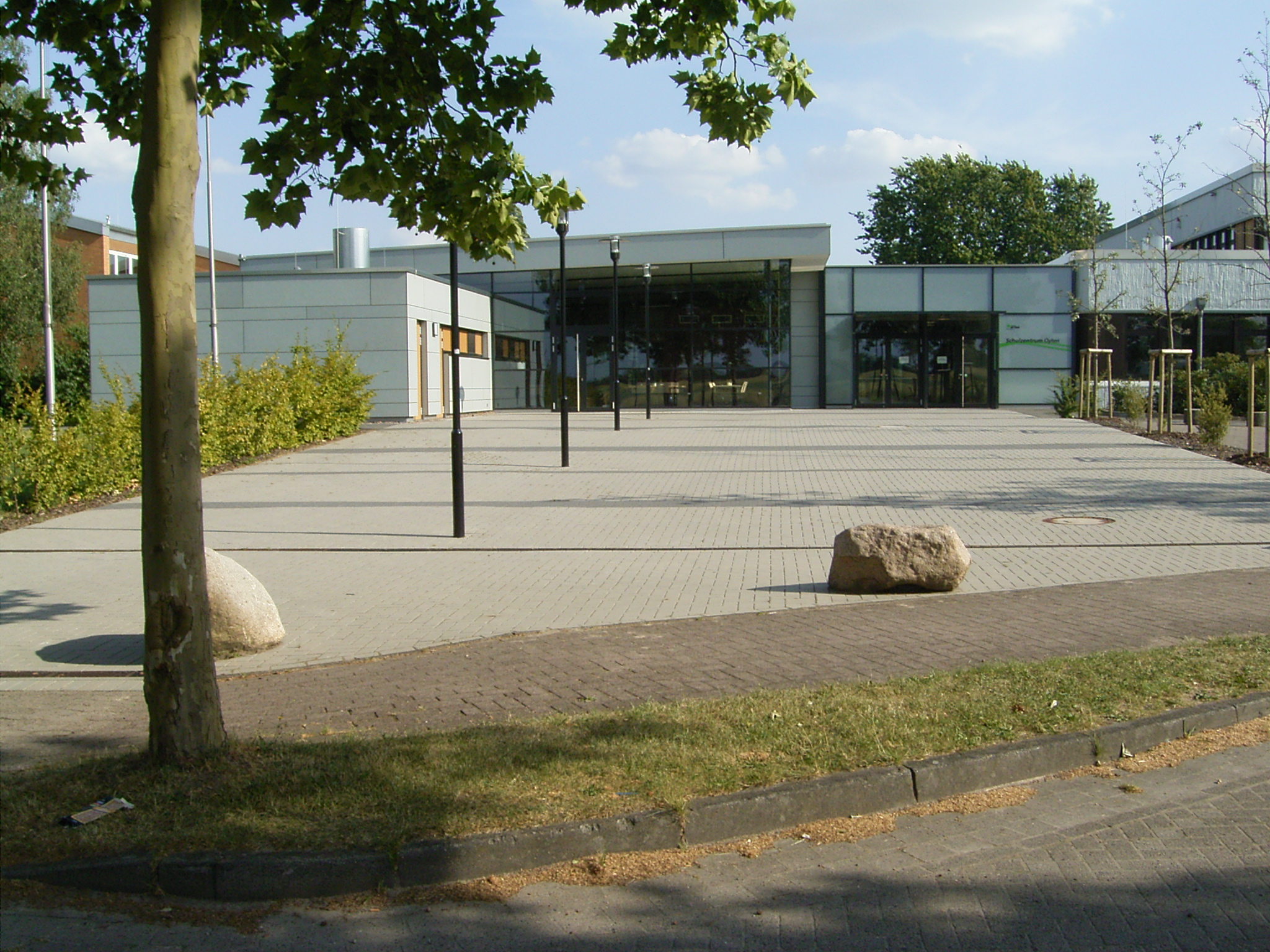
Schulzentrum Pestalozzistraße

- Integrierte Gesamtschule Oyten (IGS)

### Kindertagesstätten
- Ev. Kindergarten Oyten
- Kindertagesstätte Am Berg
- Kindertagesstätte Oyter Mühle
- Kindertagesstätte Bassen
- Kath. Kindertagesstätte St. Paulus
- Kindertagesstätte Sagehorn
- Kindertagesstätte Pestalozzistraße

### Gesundheitseinrichtungen
Nächstgelegene Krankenhäuser sind die Aller-Weser-Klinik in Achim und die Krankenhäuser in Bremen. Der kassenärztliche Notdienst wird von der Bereitschaftspraxis im Krankenhaus Achim unterhalten.

### Sport
Größte Sportvereine: TV Oyten von 1911 und TSV Bassen.

Der TV Oyten ist für seine 1. Damen-Handballmannschaft überregional bekannt. Das Team spielt derzeit in der 3. Handball-Bundesliga.

Mit Beginn der Saison 2017/2018 wird der TV Oyten mit der Mannschaft der männlichen A-Jugend in der JDKB Handball Bundesliga vertreten sein.

Seit 2017 spielt die mA-Jugend Mannschaft des TV Oyten in der Nord-Staffel.
Sportstätten: Am Schulzentrum Pestalozzistraße bestehen eine Sporthalle, eine zweite in der Stader Straße sowie zwei Fußballplätze, davon eine mit Leichtathletik-Tartan-Bahn und einer Flutlichtanlage. Ferner ein Tartan Handball-Spielfeld, ein Kunstrasen-Kleinspielfeld und eine Skateranlage.

2009 wurde mit der Verlagerung der Sportplätze von der Jahnstraße und dem Bau weiterer Sportplätze an der Pestalozzistraße begonnen, darunter ein Kunstrasenplatz. 2012 wurde auch eine weitere Sporthalle errichtet mit angrenzendem Vereinsheim des TV Oyten.
2017 wurde die auf zwei Spielfelder erweiterte Beachhandballanlage des TV Oyten, welche direkt an der Sporthalle Stader Straße gelegen ist, eingeweiht. Die Baumaßnahmen wurden durch die Kreissparkasse Verden unterstützt, die Mitglieder des Vereins führten die anfallenden Arbeiten zumeist in Eigenregie aus. Die erste offizielle Nutzung der Beachhandball-Anlage erfolgte am Wochenende 17./18. Juni 2017 bei einem Turnier für alle Altersklassen, von E-Jugend bis A-Jugend.

### Vereine
- Heimatverein Oyten.
- Musik: Akkordeon-Orchester Oyten, Blaskapelle Oyten, Chor „Untitled“, Liederkranz Oyten.
- Lokales Bündnis für Familien von 2007 im Rathaus.
- Jugendzentrum Oyten.

### Konfessionsstatistik

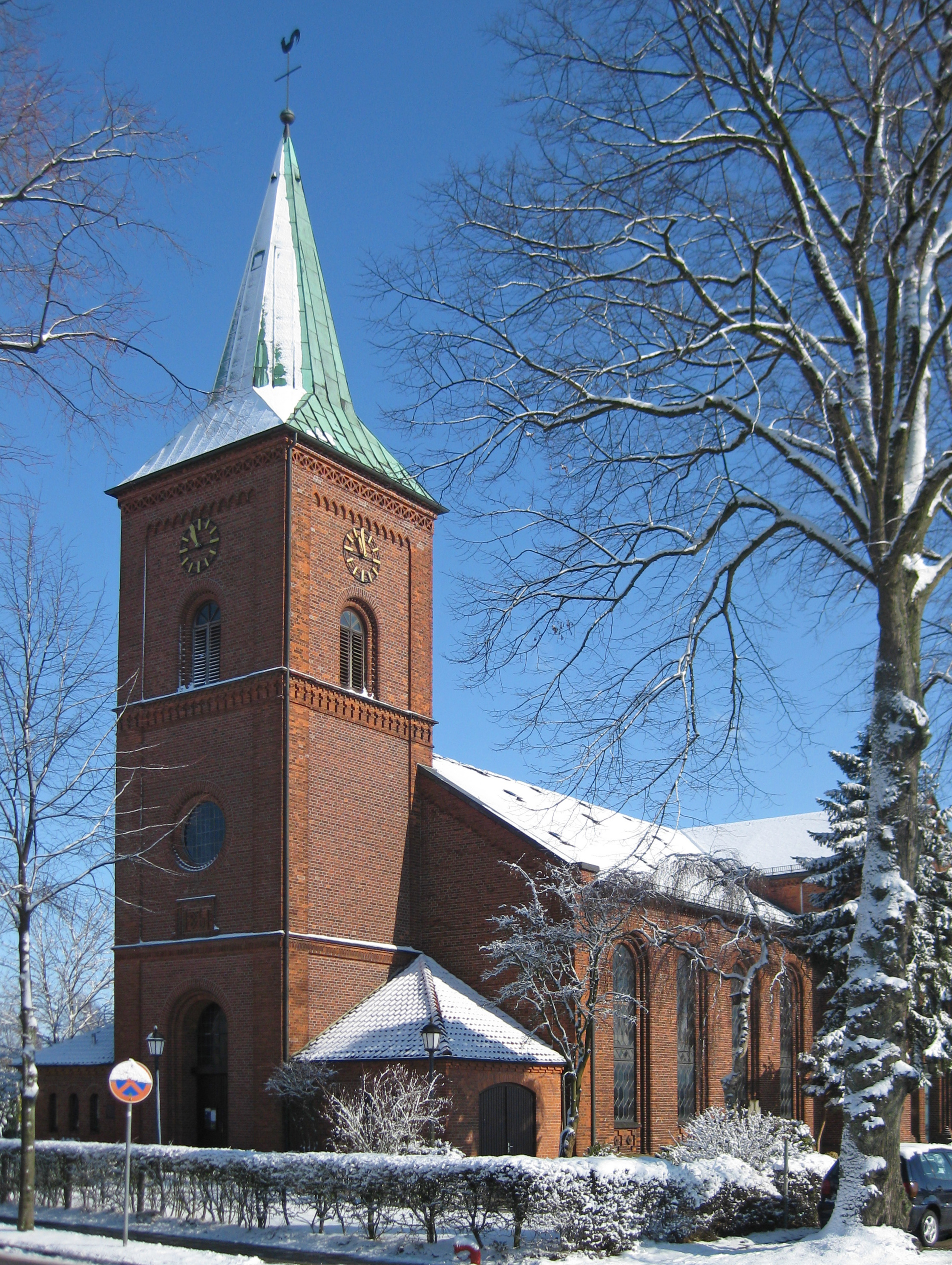
St.-Petri-Kirche

Gemäß dem Zensus 2011 waren 49,9 % der Einwohner evangelisch, 7,4 % römisch-katholisch und 42,7 % gehörten entweder einer anderen oder keiner Glaubensgemeinschaft an oder verblieben ohne Angabe. Am 30. Juni 2016 waren 45,2 % evangelisch, 7,5 % der Einwohner katholisch und 47,3 % gehörten einer anderen Glaubensgemeinschaft oder Konfession an, waren ohne Zugehörigkeit zu einer oder ohne Angabe. Die Zahl der Konfessionslosen und der Angehörigen des Islams wächst. Am 31. Dezember 2022 waren 36,9 % der Einwohner evangelisch, 6,9 % katholisch und 56,2 % gehörten einer anderen Glaubensgemeinschaft an, waren ohne Zugehörigkeit zu einer oder ohne Angabe.

### Kirchen

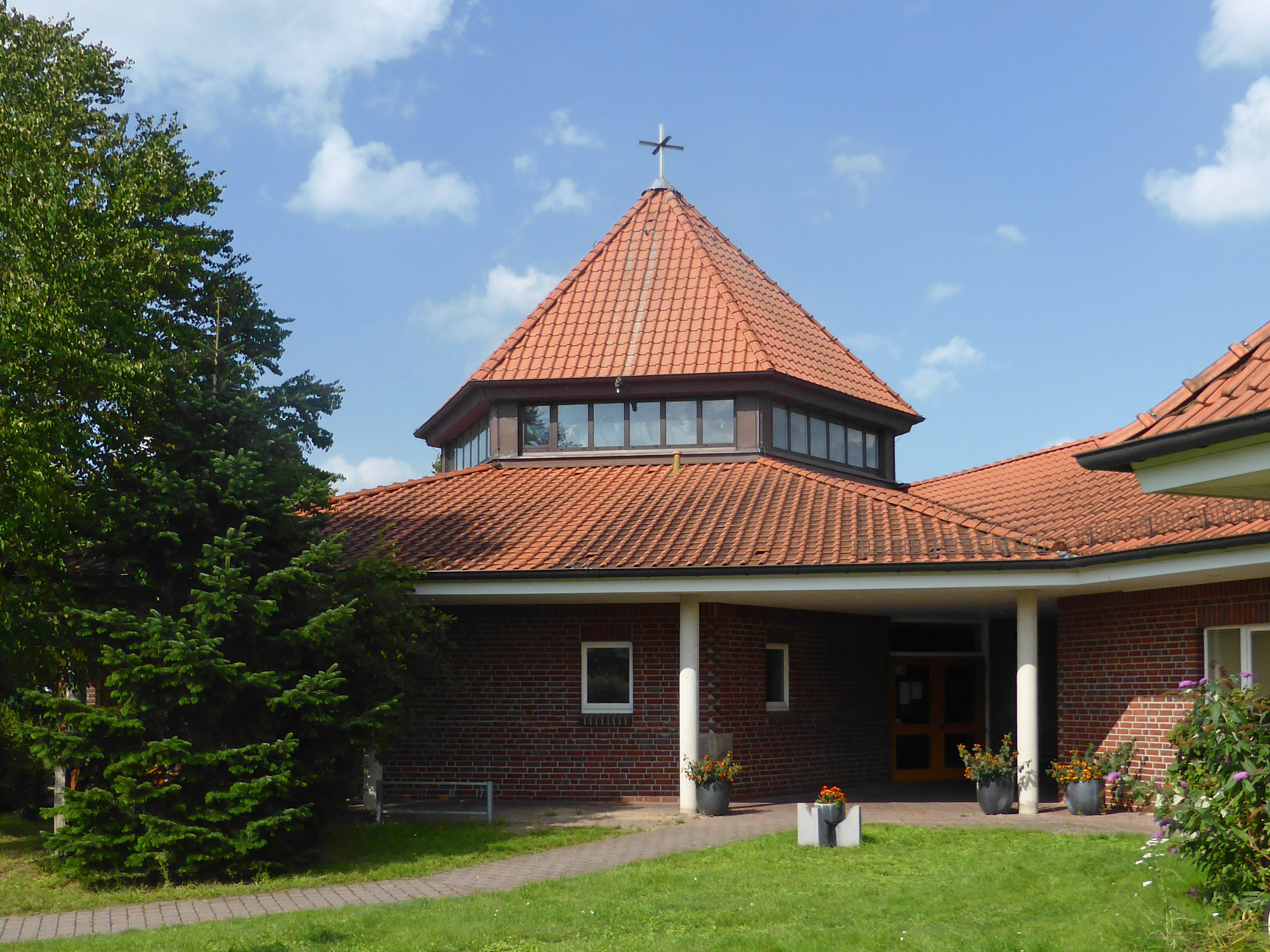
St.-Paulus-Kirche

Die evangelisch-lutherische Kirchengemeinde Oyten mit ihrer 1861/62 erbauten St.-Petri-Kirche gehört zum Kirchenkreis Verden im Sprengel Stade der Evangelisch-lutherischen Landeskirche Hannovers.
Infolge der Flucht und Vertreibung Deutscher aus Mittel- und Osteuropa 1945–1950 ließen sich auch im seit der Reformation evangelisch-lutherisch geprägten Oyten wieder Katholiken nieder. Sie gehörten zunächst zur St.-Matthias-Kirche in Achim. Am 2. Juni 1996 wurde in Oyten der Grundstein für ein eigenes Gemeindezentrum und die St.-Paulus-Kirche gelegt, im Juni 1997 folgte die Einweihung durch Bischof Josef Homeyer. Die St.-Paulus-Kirche gehört zur Pfarrgemeinde Achim im Dekanat Verden des Bistums Hildesheim.